# エクマン境界層
エクマン境界層（エクマンきょうかいそう、英: Ekman layer）は、コリオリの力と渦粘性がつりあう流体に見られる境界層である。ヴァン・ヴァルフリート・エクマンによって初めて記述された。

## エクマン境界層の一般解
二次元回転平面流体において、圧力傾度力、コリオリの力、渦粘性が釣り合っている状況を考える。すなわち、平面流れ（u , v）が次の微分方程式系に従うと考える。
{\displaystyle {\begin{aligned}-fv&=-{\frac {1}{\rho _{o}}}{\frac {\partial p}{\partial x}}+K_{z}{\frac {\partial ^{2}u}{\partial z^{2}}},\\fu&=-{\frac {1}{\rho _{o}}}{\frac {\partial p}{\partial y}}+K_{z}{\frac {\partial ^{2}v}{\partial z^{2}}}\end{aligned}}}
ここで地衡流（ug , vg）を考えると、
{\displaystyle {\begin{aligned}-fv_{g}&=-{\frac {1}{\rho _{o}}}{\frac {\partial p}{\partial x}}\\fu_{g}&=-{\frac {1}{\rho _{o}}}{\frac {\partial p}{\partial y}}\end{aligned}}}
非地衡流成分 u' = u - ug , v' = v - vgが従う方程式は
{\displaystyle {\begin{aligned}-fv^{\prime }&=K_{z}{\frac {\partial ^{2}u^{\prime }}{\partial z^{2}}},\\fu^{\prime }&=K_{z}{\frac {\partial ^{2}v^{\prime }}{\partial z^{2}}}\end{aligned}}}
以下では、非地衡流成分 u' , v' を省略して u , vと記す。
ここで複素速度 V=u+iv（iは虚数単位）を用いると、次の二階連立偏微分方程式にまとめることができる。
{\displaystyle K_{z}{\frac {\partial ^{2}V}{\partial z^{2}}}=ifV}
この微分方程式の一般解は
{\displaystyle V=A\exp \left[\left({\frac {if}{K_{z}}}\right)^{\frac {1}{2}}z\right]+B\exp \left[-\left({\frac {if}{K_{z}}}\right)^{\frac {1}{2}}z\right]}
ここで{\displaystyle h_{E}\equiv {\sqrt {2K_{z}/f}}}と置くと、{\displaystyle {\sqrt {i}}=(1+i)/{\sqrt {2}}}であるから
{\displaystyle V=A\exp \left[(1+i){\frac {z}{h_{E}}}\right]+B\exp \left[-(1+i){\frac {z}{h_{E}}}\right]}
このhEは、エクマン境界層の厚さの目安のひとつになっている。

### 海上を吹く風によって形成されるエクマン境界層
海上を吹く風が海面に及ぼす風応力によって海面に運動がおこる。この運動が渦粘性によって次第に下層まで伝わり、エクマン境界層が生じる。風が長期間一定であると仮定したときのエクマン境界層について記述する。これは上記の一般解に2つの境界条件を課すと解くことができる。
境界条件のひとつは、海洋表層における力が風応力による摩擦によって生じるという仮定から導かれる。
{\displaystyle \rho K_{z}{\frac {\partial V}{\partial z}}{\Big |}_{z=0}=\tau ,\quad \tau =\tau _{x}+i\tau _{y}}
もうひとつは、いま考えている層が海面に沿った境界層であることから導かれる。海はエクマン層に比べて無限に深いとし、海底ではエクマン層に由来する流れが消えていると仮定する。
{\displaystyle V^{\prime }(-\infty )=0}
2つ目の境界条件からB=0がわかる。次に1つ目の境界条件から、
{\displaystyle {\begin{aligned}\rho K_{z}{\frac {\partial V}{\partial z}}{\Big |}_{z=0}=A\rho K_{z}{\frac {1+i}{h_{E}}}=\tau ,\\A={\frac {\tau h_{E}}{\rho K_{z}(1+i)}}={\frac {\tau h_{E}(1-i)}{2\rho K_{z}}},\\\end{aligned}}}
これを一般解に代入して整理し、実部と虚部に分けると、
{\displaystyle {\begin{aligned}u={\frac {h_{E}}{2\rho K_{z}}}\left[(\tau _{x}+\tau _{y})\cos {\frac {z}{h_{E}}}+(\tau _{x}-\tau _{y})\sin {\frac {z}{h_{E}}}\right],\\v={\frac {h_{E}}{2\rho K_{z}}}\left[(-\tau _{x}+\tau _{y})\cos {\frac {z}{h_{E}}}+(\tau _{x}+\tau _{y})\sin {\frac {z}{h_{E}}}\right]\end{aligned}}}
特にz=0において、地衡流を除いた風応力のみによる吹送流をみると、
{\displaystyle u_{0}={\frac {h_{E}}{2\rho K_{z}}}(\tau _{x}+\tau _{y})\qquad ,v_{0}={\frac {h_{E}}{2\rho K_{z}}}(-\tau _{x}+\tau _{y})}
すなわち海表面における流れの速度ベクトルは、風応力ベクトルの右45度の角をなす（北半球）。